# Taal is zeg maar echt mijn ding (film)
Taal is zeg maar echt mijn ding is een Nederlandse romantische komedie film uit 2018 geregisseerd door Barbara Bredero. De film is gebaseerd op het gelijknamige boek van schrijfster Paulien Cornelisse en ging op 15 januari 2018 in première.

## Verhaal
De film volgt de onhandige Anne die een passie heeft voor taal en zich er enorm mee kan vermaken: van stopwoorden, verbasteringen, verkeerde aanhalingstekens tot scheldwoorden en aparte babynamen. Ze werkt voor een glossy tijdschrift, maar daar mag ze enkel over zomermode en quinoasalades schrijven. Als Anne uiteindelijk ook nog voor haar oude vader moet gaan zorgen, besluit ze dat het genoeg is en dat ze alles anders wil: een baan met meer diepgang en de liefde van haar leven vinden.

## Rolverdeling
| acteur                 | personage              |
| ---------------------- | ---------------------- |
| Fockeline Ouwerkerk    | Anne                   |
| Peter Faber            | Werner                 |
| Egbert-Jan Weeber      | Timo                   |
| Tarikh Janssen         | Rick                   |
| Annet Malherbe         | Paula                  |
| Martijn Hillenius      | Jurgen                 |
| Rick Paul van Mulligen | Lasse                  |
| Tina de Bruin          | Evelien                |
| Ali Ben Horsting       | Peter                  |
| Tomas Delena           | Storm                  |
| Matijs Delena          | Flin                   |
| Lineke Rijxman         | Layla                  |
| Jip Smit               | Fay                    |
| Iliass Ojja            | Sayid                  |
| Urmie Plein            | dokter Brielle         |
| Gürkan Küçüksentürk    | voetbalmanager         |
| Bilal Wahib            | aanstormend voetballer |
| Yannick van de Velde   | belegger               |
| Ortál Vriend           | Desteny                |
| Tim Haars              | topkok                 |
| Sarah Janneh           | manager restaurant     |
| Jennifer Evenhuis      | vriendin restaurant    |
| Huub Smit              | wegwerker              |
| Rogier in 't Hout      | vrijwilliger bingo     |
| Fajah Lourens          | zichzelf               |

## Achtergrond
De film werd geregisseerd door Barbara Bredero en geproduceerd door Paul Voorthuysen namens Entertainment One Benelux in samenwerking met AVROTROS. Het scenario van de film werd geschreven door Tijs van Marle en is gebaseerd op het gelijknamige boek van schrijfster Paulien Cornelisse. De muziek werd verzorgd door Matthijs Kieboom. Hoofdrollen waren weggelegd voor onder anderen Fockeline Ouwerkerk, Peter Faber, Egbert-Jan Weeber en Tarikh Janssen.
Taal is zeg maar echt mijn ding ging op 15 januari 2018 voor pers en genodigden in première in Koninklijk Theater Tuschinski in Amsterdam. Drie dagen later, op 18 januari 2018, verscheen de film voor het grote publiek in de bioscopen. In oktober 2018 werd de film in Los Angeles tijdens het Glendale International Filmfestival bekroond met vier prijzen in de categorieën Beste film, Beste film door een vrouw gemaakt, Best hoofdrolspeelster door Fockeline Ouwerkerk en Beste regisseur door Barbara Bredero.